# زوراکرت
زوراکرت (به ارمنی: Զորակերտ) یک روستا در ارمنستان است که در استان شیراک واقع شده‌است. زوراکرت در  کیلومتری شمال گیومری، مرکز استان شیراک واقع شده است.

## خصوصیات
زوراکرت ۱۵۲ نفر جمعیت دارد و در ارتفاع  متر بالاتر از سطح دریا قرار گرفته است.